# Футурополис (поселение)
Футуропо́лис — предложенное в России в 2009 году обозначение для плановых городов экспериментального характера, которые призваны испытать новые формы социальной организации. Футурополисы унаследовали черты движения «новых городов» и технополисов. Полностью реализованных в России проектов пока нет; с долей условности можно отнести к футурополисам отдельные проекты за рубежом.

## История термина

Обложка первого издания книги «Futuropolis» Роберта Шекли. Автор рисунка Алан Дэниелс.

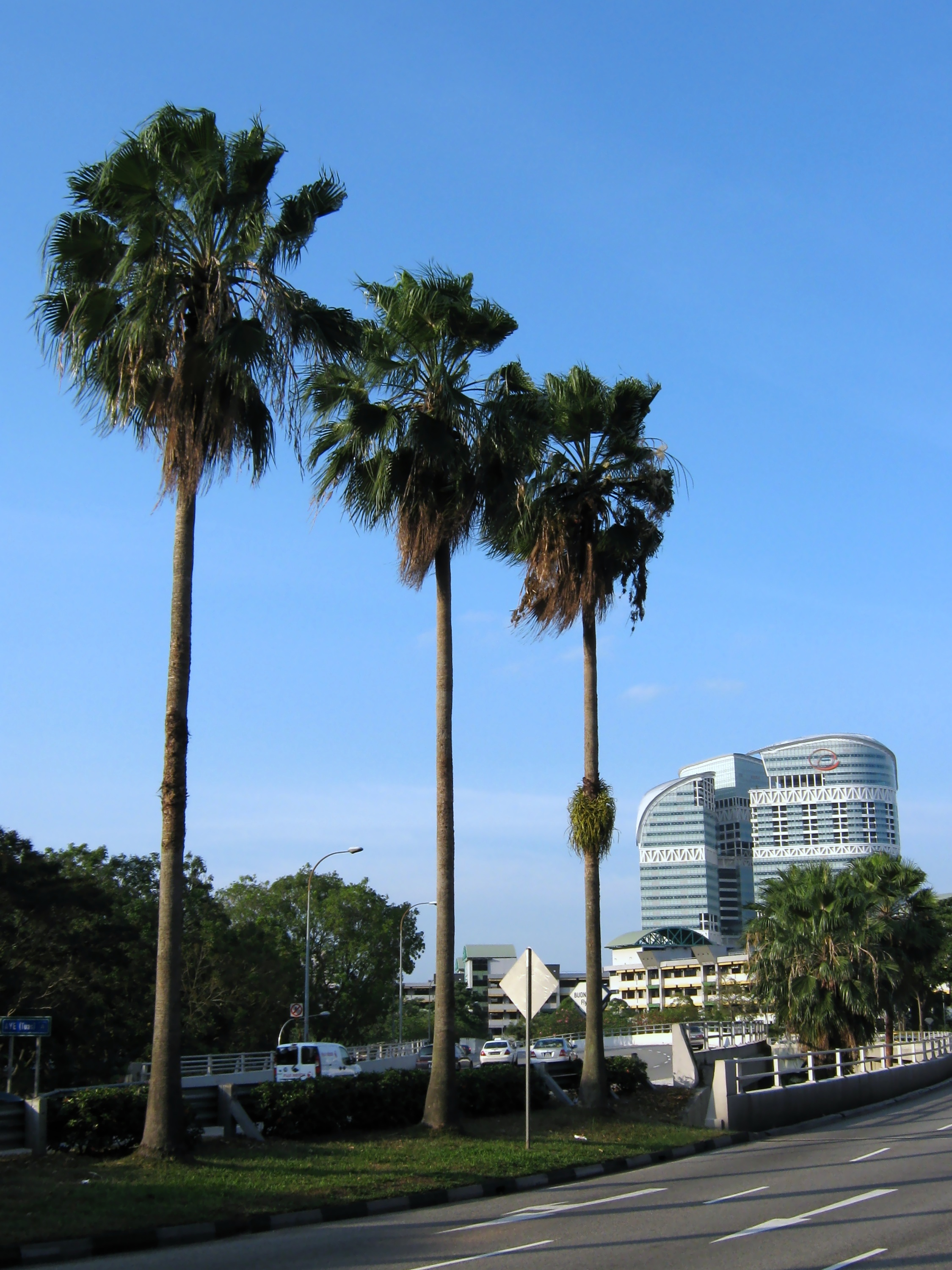
Fusionopolis (Сингапур).

Впервые слово было употреблено в серии комиксов, которая так и называлась — «Футурополис» (фр. Futuropolis). Комиксы издавались в 1937—1938 годах во французском журнале «Junior», их сценаристом выступил писатель-фантаст Рене Тревнан (действовал под псевдонимом Мартиа Сендр), а художником Рене Пелло. Авторы были вдохновлены немецким фильмом «Метрополис» (1927 год). Исследователи отмечают также влияние на произведение «доисторических» романов братьев Рони, историй Эдгара Берроуза о Тарзане, книг Герберта Уэллса и Жюля Верна, находят и реминисценции к роману «Будущая Ева» Филиппа Вилье де Лиль-Адана. В 1972 году название «Futuropolis» унаследовало специализирующееся на комиксах парижское издательство, основанное Этьенном Робиа совместно с Флоранс Кеста.
В качестве родового понятия для обозначения воображаемых футуристических поселений слово впервые использовано в научно-популярной книге американского писателя-фантаста Роберта Шекли «Футурополис: Нереальные города научной фантастики и фантазии» (англ. Futuropolis: Impossible Cities of Science Fiction and Fantasy). Изданное в 1978 году, это произведение относится к жанру ретрофутуризма, представляя собой широкую, богато иллюстрированную ретроспективу взглядов философов и фантастов прошлого на тему идеального города будущего.
Начало XXI века принесло некоторое оживление интереса к термину. В 2005 году на тематической неделе «Город будущего» в швейцарском Университете Санкт-Галлена американский архитектор Даниэль Либескинд создал эскиз деревянной скульптуры под названием «Futuropolis to Life». Скульптура была задумана в виде 98 башен, состоящих из 2 164 деталей. Перед возведением конструкции было проведено компьютерное моделирование, которое позволило уменьшить ожидаемые затраты на 70 %. И всё равно объём получившейся скульптуры составил 11,5 м³, масса — около 7 т.
21-22 октября 2008 года в Сингапуре состоялась международная конференция «Футурополис-2058: будущее городов» (англ. Futuropolis 2058: Future of Cities), приуроченная к открытию научно-исследовательского центра Fusionopolis. Организаторами выступили Академия Фулбрайта и сингапурское правительственное Агентство по науке, технологиям и исследованиям, открывали мероприятие заместитель премьер-министра Шанмугам Яякимар и всемирно известный популяризатор науки Мичио Каку. Целью конференции был объявлен поиск путей использования технологий для обеспечения устойчивого развития. По свидетельству американской журналистки Сары Лэйси, после мероприятия название «футурополис» часто используется в Сингапуре как синоним для обозначения Fusionopolis’а.
В России слово «футурополис» вошло в обиход в сентябре 2009 года после того, как в ответ на статью Президента РФ Дмитрия Медведева «Россия, вперёд!» писатель и публицист Максим Калашников опубликовал в своём блоге открытое письмо Президенту, в котором констатировал, что

необходимо в кратчайшие сроки осуществить успешный проект — создание небольшого «города будущего» (сгустка инноваций) на одном из пустующих участков федеральных земель близ Москвы. Давайте вспомним, как красные с успехом использовали практику создания показательных сельскохозяйственных коммун в 1920-е годы — с электрификацией производства, с механизацией, со множеством привлекательных технических новшеств.

Президент откликнулся на инициативу публициста, через некоторое время для обозначения экспериментального города прижился термин «футурополис». Результатом рассмотрения предложений Калашникова стало создание в Подмосковье инновационного центра «Сколково».

## Предшественники футурополиса
С точки зрения сотрудника Института философии РАН И. В. Добролюбовой, концепции футурополиса (в качестве синонимов к данному термину она упоминает «футуроград», «умный город», «биокластер», «биорегион», «Т-экополис», «биоэкополис», «агробиоэкополис», «биоагроэкополис») являются всего лишь новым обозначением идеи создания более дружественных природе социоэкосистем (экопоселений, эко-городов), начало которой она возводит к трудам Д. Н. Кавтарадзе, Ю. В. Сафрошкина и О. Л. Яницкого периода 1970-х годов.
В то же время можно заметить, что футурополис отвечает гораздо более ранней идее плановых городов. Так, в США первым плановым городом считается Риверсайд (Иллинойс), инициатива строительства которого была выдвинута ещё в 1869 году. При этом мощным стимулом к развитию американских плановых городов стало основанное в 1899 году англичанином Эбенизером Говардом движение городов-садов, что подчёркивает связь между плановыми городами и экополисами. В рамках реализации концепции «зелёных» городов в конце 1930-х годов в Америке были возведены Гринбелт (Мэриленд), Гриндэйл (Висконсин) и Гринхиллс (Огайо). После Второй мировой войны идеи о городе-саде трансформировались в поддерживаемые государством программы строительства «новых городов» для среднего класса. В США их символом стал Левиттаун, в Британии осуществлялась схожая программа в соответствии с Актом о новых городах 1946 года, во Франции это была «политика новых поселений».
В то же время как плановые города, так и идея футурополисов имеют и вторую составляющую в виде экономических кластеров, из которых наиболее близки к футурополисам технополисы (наукограды). Соображения секретности вынудили создателей американского Манхэттенского проекта заложить в 1942 году особый город Ок-Ридж, а советский атомный проект привёл к возникновению в 1946 году Арзамаса-16. Последующие наукограды (Дубна, Черноголовка, Новосибирский Академгородок) строились уже как экспериментальные точки стимулирования научно-технического развития, особенно ярко эта идея проявилась в японских технополисах (Цукуба).
В настоящее время теоретики городов будущего стремятся синтезировать оба начала, экологическое и технократическое. При этом какой-то общепринятой концепции пока нет, выдвигается масса близких и в то же время отличных друг от друга идей: компактный город (новый урбанизм), децентрализованный город (полицентричный город Х. Фрея и автономные кварталы Л. Криера), устойчивое городское соседство, традиционное развитие соседства, городская деревня, экопоселение, деревни Миллениума.

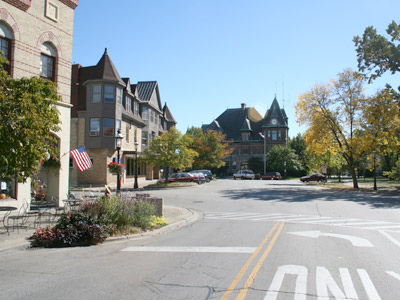
Риверсайд (США).
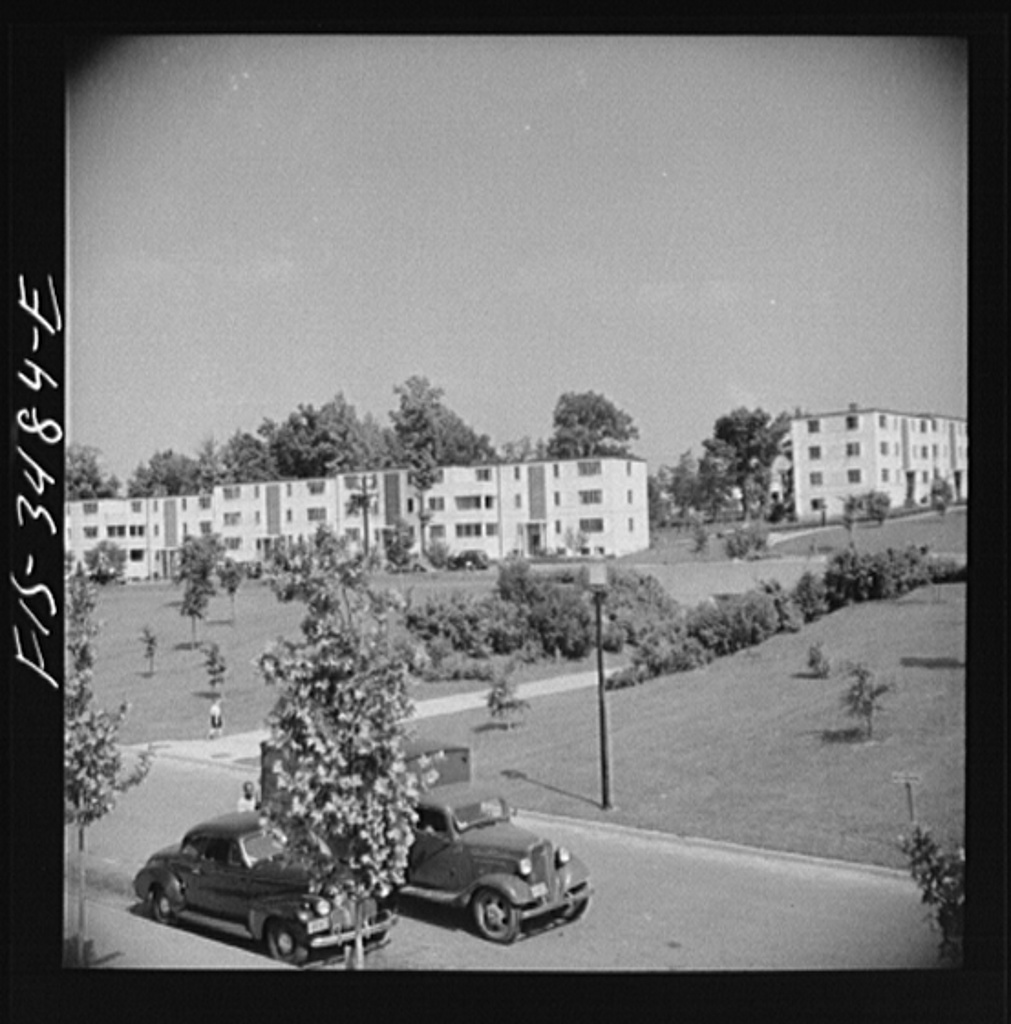
Гринбелт (США).
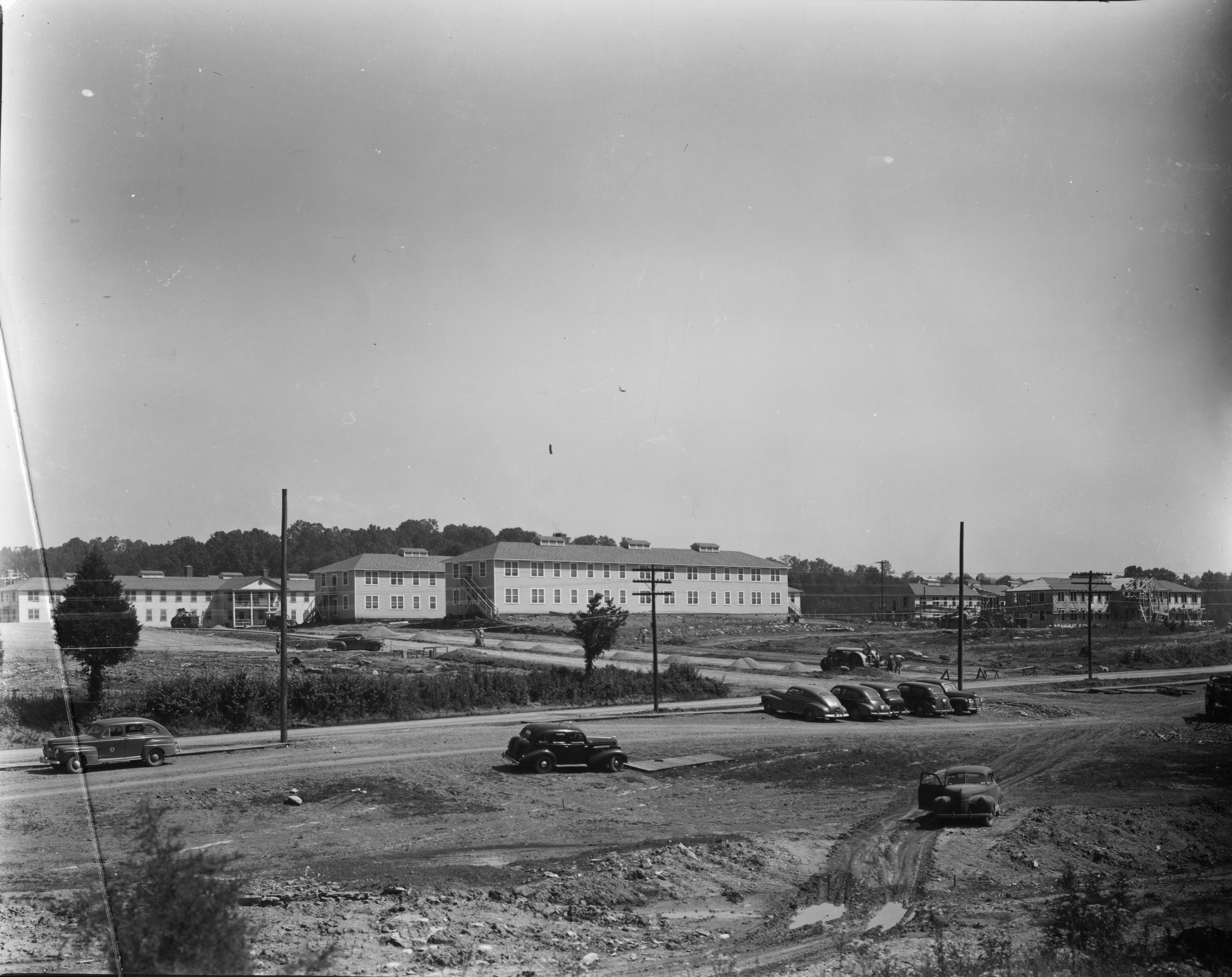
Ок-Ридж (США).
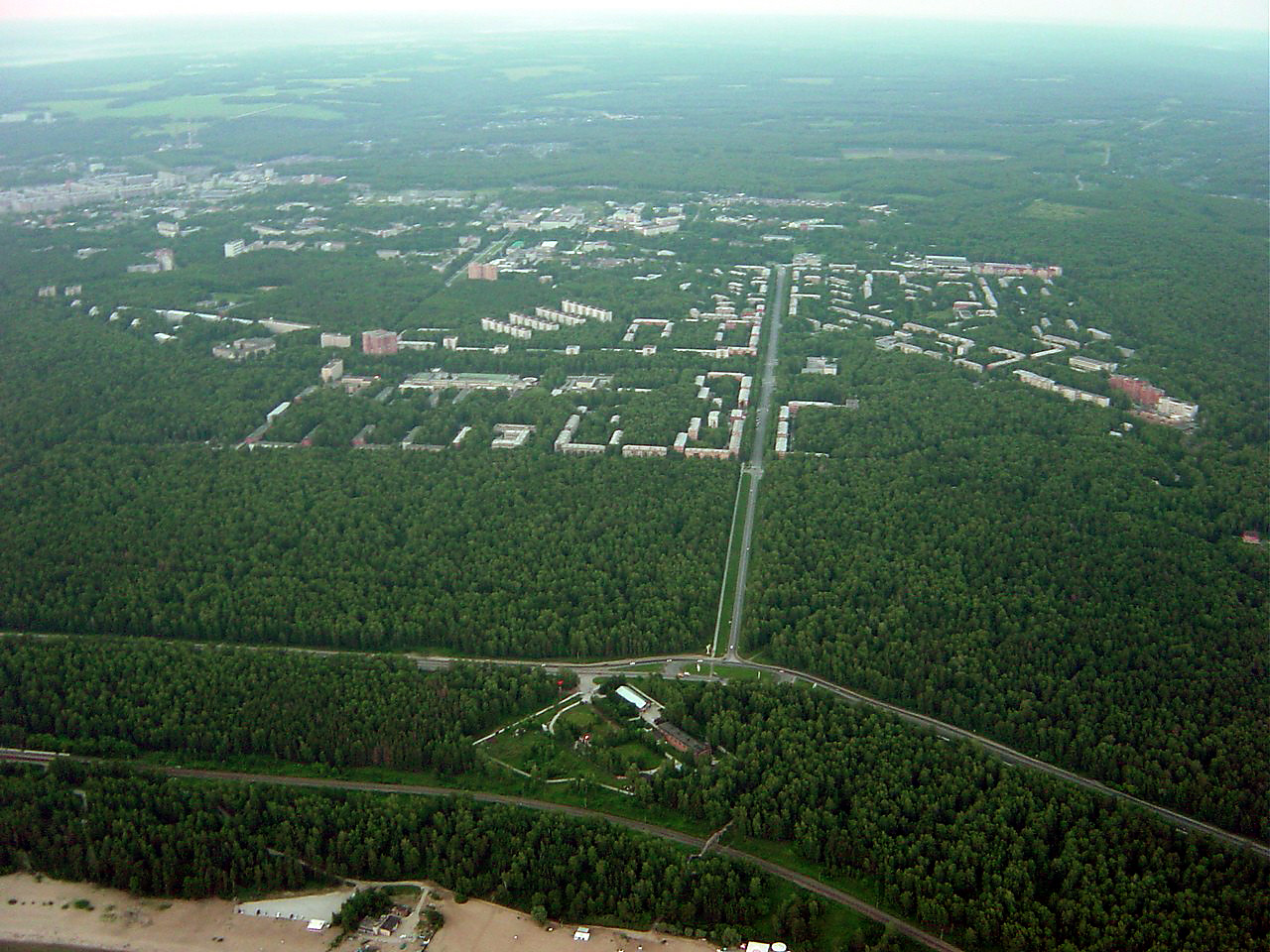
Новосибирский Академгородок (Россия).
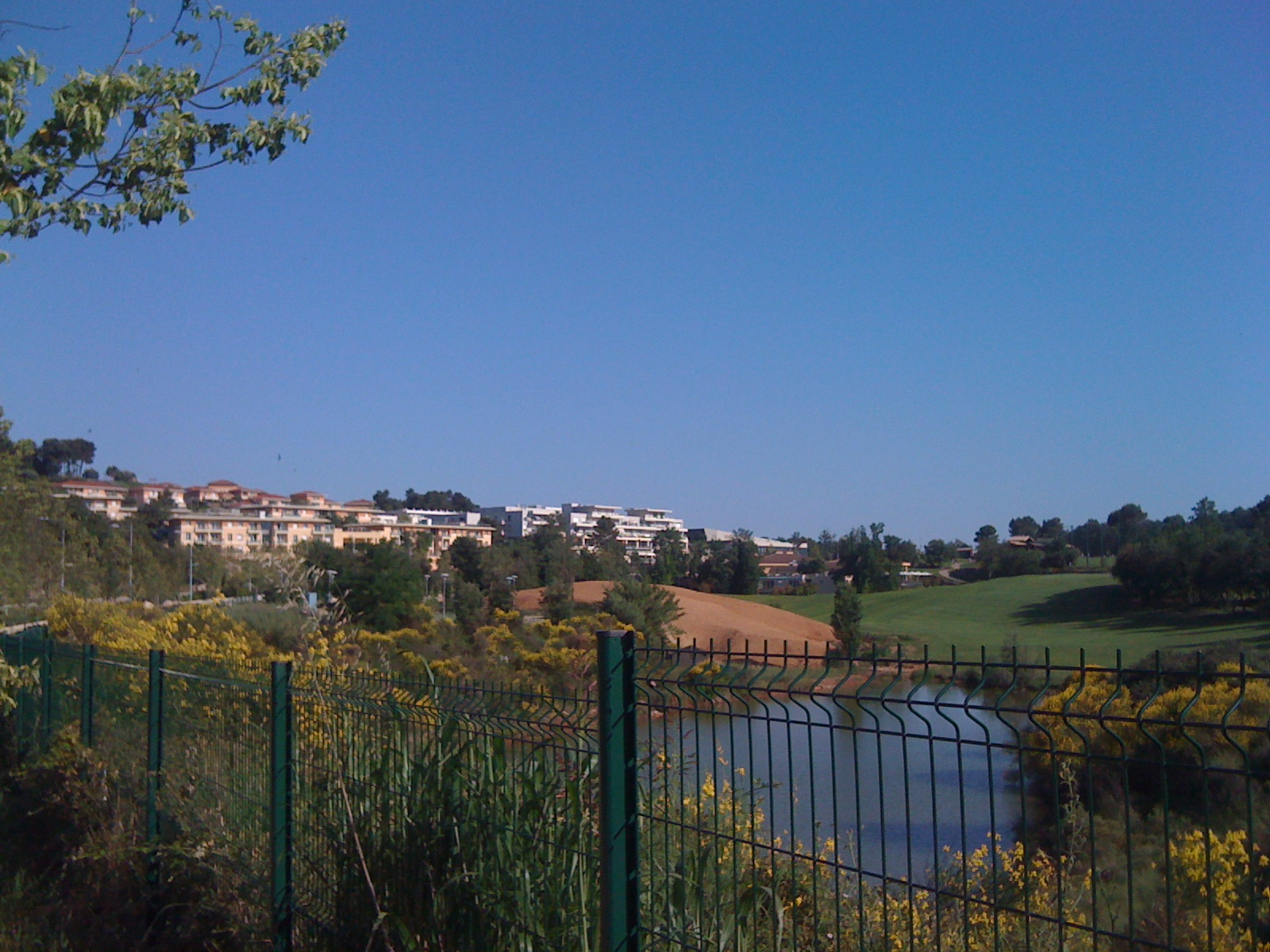
Технополис София-Антиполис (Франция).

## Текущие концепции
В своём открытом письме российскому Президенту в качестве концепций городов будущего М. Калашников приводил в пример предложения Общества биотехнологов России имени Ю. А. Овчинникова, инициативной группы программы «Зелёный мир», главы Движения развития Юрия Крупнова и руководителя фонда «Территория будущего» Александра Погорельского. В ходе последующего обсуждения этот список пополнили наработки Института прикладной математики имени М. В. Келдыша РАН в области автономных поселений, предложение по реновации территории столичного ВДНХ в образцово-показательный технопарк и гелиокластеры архитектора Сергея Непомнящего.

### Биоэкополис
Президент Общества биотехнологов России, начальник НТК биоэнергетики НИЦ «Курчатовский институт» Раиф Василов в мае 2008 года направлял Президенту РФ письмо с предложением о создании в стране сети биоэкополисов. Их общей чертой должно стать применение биотехнологий, которые позволяют организовать высокомаржинальный бизнес на использовании обычных, широко распространённых ресурсов. В частности, речь идёт о переработке отходов мегаполисов и лесной промышленности, получении и глубокой переработке продукции сельского хозяйства (см. глубокая переработка зерна). Такие производства можно локализовать в небольших посёлках, состоящих из домов усадебного типа, с численностью населения 100—150 чел. Расчётная площадь поселений от 100 до 1 000 кв. км для ведения хозяйственной и от 1 000 до 10 000 км² для природоохранной деятельности.
Развёртывание биоэкополисов задумывалось как средство возрождения депрессивных моногородов, однако их значение может оказаться более широким. Соавтор Василова, сотрудник Института философии РАН Владимир Лепский отмечает, что широта применения биотехнологий позволяет рассматривать их как базу для создания целой квазиавтономной биосреды. Подобная среда (в виде поселения) не просто представляет собой сгусток инноваций, а сама по себе является инновацией, потому что предлагает новое качество жизни. Интересна выявленная Лепским связь между экономическими циклами и изменениями в образе жизни: начало II волны Кондратьева совпало с османизацией Парижа в 1850-х годах, а начало IV волны 100 лет спустя совпало с расползанием городов. Новые циклы должны принести новые формы социальной организации, и биоэкополисы напрашиваются на роль испытательного полигона для последних.

### Программа «Зелёный мир»
Программу разработало агентство «Союз технологий 21 века», объединившее таких людей, как академик Борис Каторгин, лётчик-космонавт Игорь Волк, вед. специалист Объединённого института высоких температур РАН Евгений Шелков, академик РАСХН Дмитрий Стребков, пропагандист геодезических куполов архитектор Виталий Гребнев и др. Идея заключается в широком развёртывании в сельской местности производств инновационных стройматериалов (силикальцит, керпен, стеклокремнезит, модифицированная древесина, вакуумное стекло, торфяные блоки), которые позволят возводить дешёвые и энергоэффективные здания. В подобных зданиях станут более рентабельными производства, требующие особых условий, например, по энергоёмкости. В частности, здания из новых материалов могут использоваться как теплицы, комплексы аквакультуры и аэропоники, места длительного хранения плодоовощной продукции и зерна повышенной влажности, животноводческие фермы, метантенки и т.д.
Производства локализуются в экопоселениях, где жилые дома тоже построены из новых материалов. Важной подцелью программы является постепенный полный перевод поселений на возобновляемые источники энергии с целью максимального повышения их энергетической независимости. Как результат, вся территория РФ со временем будет оплетена самодостаточными зонами опережающего технологического, а также социально-гуманитарного развития .

### Поместная урбанизация

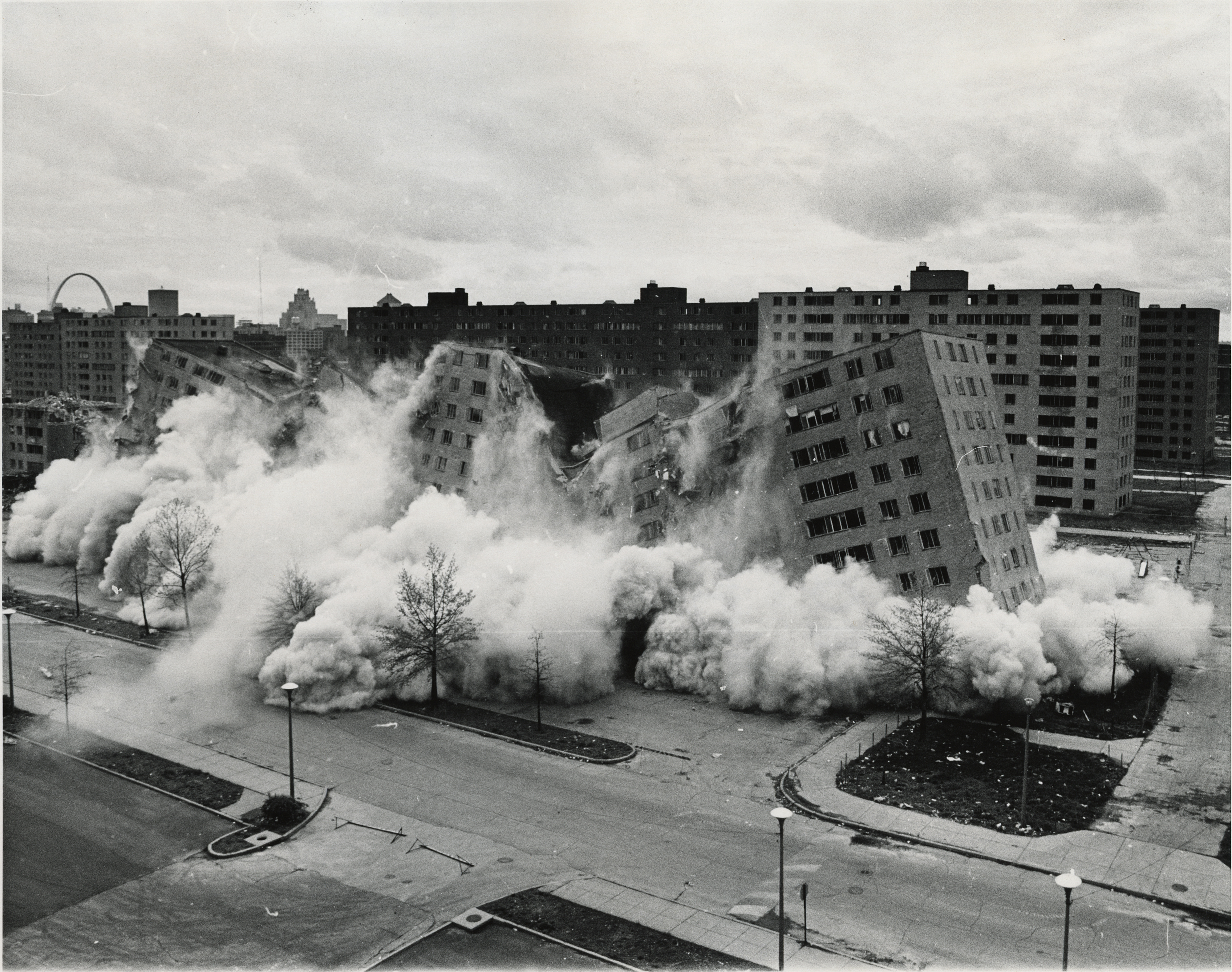
Снос квартала панельных домов Прюитт-Игоу в Сент-Луисе (США).

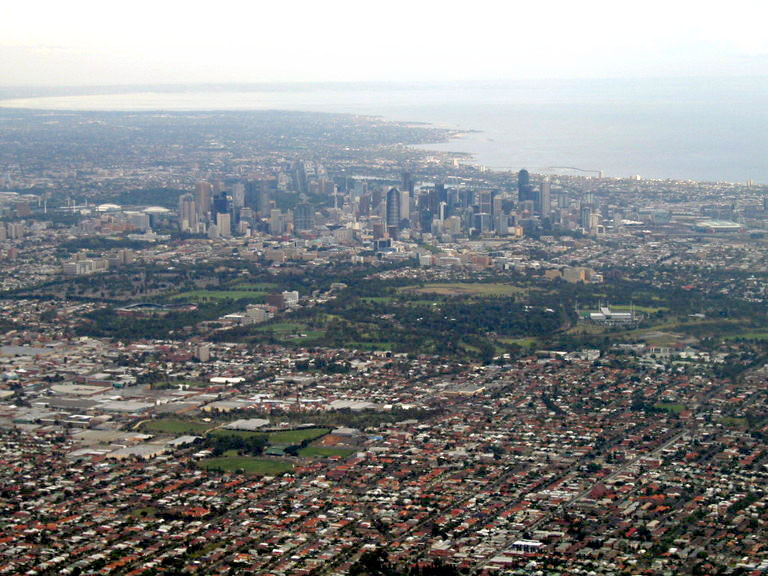
Субурбия Мельбурна (Австралия).

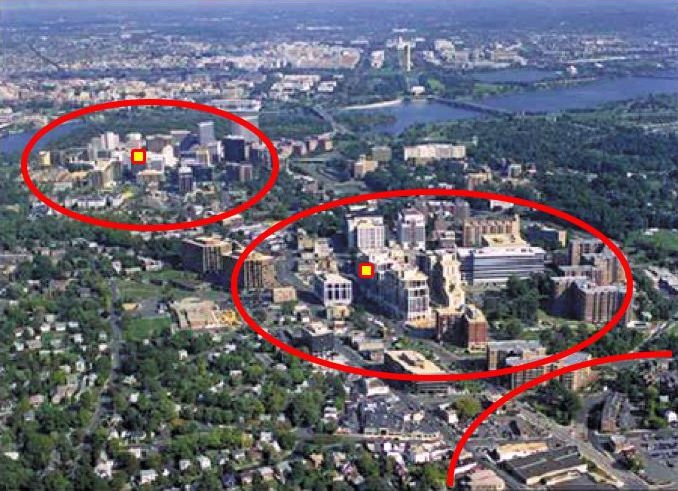
Транзитно-ориентированное проектирование в Арлингтоне, штат Вирджиния (США).

Свои урбанистические взгляды Ю. Крупнов изложил в книге «Дом в России. Национальная идея» (2004 год), написанной в соавторстве с Александром Кривовым, который являлся зам. министра архитектуры, строительства и жилищно-коммунального хозяйства РСФСР. Авторы книги интересуются новыми формами урбанизации не в качестве фона для развёртывания новых технологий, а с точки зрения социальных факторов. Они констатируют, что построенная в 1956—1990 годах жилищная и коммунальная инфраструктура начнёт массово выходить из строя, пытаться поддерживать её в рабочем состоянии затратно, целесообразнее создавать новую. А при проектировании новой среды проживания необходимо учесть начавшуюся на Западе ещё в 1950-е годы смену типа урбанизации: люди начали переезжать из городов в пригороды (субурбанизация). Вместе с тем в России по-прежнему доминирует расселение эпохи индустриализации, основанное на типовом панельном домостроении и централизованных системах ЖКХ, хотя наличие стихийного дачного движения выдаёт тягу россиян к загородной жизни (об этом же свидетельствует увлечение идеями Владимира Мегре о «родовом поместье»). Наконец, население проживает излишне скученно: доля земель поселений составляет в России только 1,1 % против 7-8 % в других странах.
Предложение авторов заключается в том, чтобы основной формой расселения в России стали поместья, использующие автономные системы жизнеобеспечения и сгруппированные в сетевые структуры-полисы вокруг неких микроцентров аналогично древним погостам (сходную концепцию под названием «Лоскутные городки» представил в 2015 году архитектор А. Асадов). Возникнуть полисы должны в результате планомерного расползания пригородов вдоль железных и автомобильных дорог (ширина застройки 10—15 км от магистралей, см. также транзитно-ориентированное проектирование), постепенно произойдёт перетекание городов и пригородных зон друг в друга. Ежегодно следует создавать по 250 тыс. усадеб площадью 40-50 соток и по 50 тыс. усадеб в 1-2 га. Для ускоренной реколонизации Дальнего Востока площадь поместий должна составлять там 50 га. Столь широкое расселение («тканевая» урбанизация) необходимо для повышения обороноспособности страны. Добиться дешевизны возведения и обслуживания поместий предполагается за счёт конверсии космических и оборонных технологий.
Каких-то определённых форм хозяйствования новым поселениям не предписывается. Ещё в 1994 году Крупнов совместно с Юрием Громыко составил классификацию гипотетических форм полисов по их назначению: пайдеяполис — город образования (прообразом послужила Касталия из романа «Игра в бисер» Германа Гессе); агрополис — город наукоёмких сельскохозяйственных производств; технополис (ноополис) — город новых промышленных технологий; экополис — то же, что и экопоселение; валеополис — город медицинского туризма; музеополис — город культурного туризма; экклезиополис — город церковно-религиозной традиции (по типу Свято-Алексиевской пустыни в Ярославской области). Ю. Крупнову представляется, что жители всё-таки не будут жёстко привязаны к специализации полисов, а станут практиковать удалённую работу, широко используя производственную кооперацию с другими поместьями и полисами.

### Новая рыночная ниша
Несмотря на то, что А. Погорельский отрицал связь своих идей с М. Калашниковым, предложения его частично перекликаются с А. Кривовым и Ю. Крупновым. Погорельский пропагандирует доктрину социального либерализма, в соответствии с которой предприниматели и государство должны быть озабочены созданием эффективных рабочих мест и развитием платёжеспособного спроса. Примером развития спроса является американский National Housing Act 1934 года, который стимулировал жилищное строительство и тем самым помог созданию множества рабочих мест в период Великой депрессии. Сейчас в мире вновь наступил кризис перепроизводства, для выхода из него необходимо создавать новую рыночную нишу. Такой нишей должна стать мода на новый стиль жизни, более экологичный — поэтому следует запустить программу по строительству малых эко-городов. Они будут возникать в чистом поле, отличаться не только более высоким качеством жизни, но и большей дешевизной за счёт применения новых технологий вроде трубобетона.

### Автономные (планетные) поселения
Сотрудники ИПМ РАН проявили интерес к футурополису как площадке для реализации в обычных, земных условиях технологий, разрабатываемых для космических и иных специальных поселений. В недрах Института имеется программа автономных поселений «ИноКонт» (рук. Н. Сайфуллин), посвящённая проектированию поселений нескольких видов: поверхностных для колонизации Марса и Луны (от 3 000 жителей); подземных для защиты от астероидно-метеоритной угрозы (также от 3 000 жителей); подводных. Данные виды поселений (имеются в виду подземные города и города под куполом) могут быть воспроизведены при освоении экстремальных природных зон нашей планеты вроде «вечной мерзлоты».
Благодаря «ИноКонту», появились два проекта для Земли, созданные с привлечением архитекторов. Архитектурное бюро Андрея Асадова участвовало в создании проекта «Солнечная ферма», предложенного к реализации в посёлке Пятовский (Дзержинский район Калужской области). Это экопоселение площадью 10 га и численностью населения от 120 человек, которое обеспечивает себя энергией за счёт автономных альтернативных источников, что позволяет применять энергоёмкие методы ведения сельского хозяйства. В свою очередь, идея возведения подземных городов для спасения человечества от глобальных катастроф вдохновила Артура Скижали-Вейса на создание собственного варианта автономных поселений.
В 2010 году по гранту РФФИ в центре повышения квалификации «Урбанистика» Московского архитектурного института проводились исследования на тему архитектуры автономных градостроительных комплексов. Было установлено, что по опыту Нидерландов поддержание городского статуса поселения с численностью менее 250 жителей затруднительно, и в результате предложены три типа поселения в зависимости от размеров: «наногород» на 250—500 чел., «микрогород» на 2 500—5 000 чел. и малый город на 25 000—50 000 чел. Экономическая основа поселений — микропроизводства, при этом по максимуму используются местные ресурсы, и полис должен стремиться к созданию систем замкнутого цикла (см. циклическая экономика, замкнутая экосистема). Так, из органических отходов получают удобрения или топливо, из горючего мусора — энергию, из негорючего — материал для дорожного и ландшафтного строительства. Для очистки воды создаётся система прудов, которая становится или продуктивным водным хозяйством, или парковой зоной. На один полис должны приходится не менее 3-5 предприятий. Первоначально жилая зона должны быть представлена доходными домами на 60-70 апартаментов с большим количеством общественных помещений по аналогии с гостиницами, на втором этапе должны появиться таунхаусы.

### Образцово-выставочный технопарк
Инициатором реновации территории ВДНХ стала компания «Интелрос» зав. лабораторией ИАф РАН Александра Неклессы. В авторский коллектив вошли также писатель Эргали Гер, искусствовед Олег Генисаретский, психолог Виктор Слободчиков и др. В советское время ВДНХ служила витриной достижений СССР, но со временем утратила идеологическую функцию. Реновация был задумана с целью вернуть комплексу пропагандистскую роль — сделать выставку лучших образцов отечественного научно-технического творчества как ориентиров желаемого будущего, одновременно общероссийский центр аккумулирования и генерации новых знаний. Обновлённый комплекс должен был представлять собой расширенный вариант технопарка, в его структуру предполагалось включить: коворкинг; промышленную выставку; конференц-центр, включая видеоконференции; национальный центр дизайна и технологий; открытый университет; бэк-офис; инновационную жилую зону для резидентов; парк миниатюр «Ландшафтная карта России»; семейный парк развлечений.
Необычна концепция павильона «Планета Земля», который был предложен авторским коллективом из ОАО «Моспроект» и ООО «ДИАР-2» (рук. Аркадий Половников) для осуществления в ходе задуманной компанией «Интелрос» реновации ВДНХ. На дизайн сооружения оказали влияние идеи архитекторов Клода-Николы Леду и Ивана Леонидова. Павильон задуман в виде шара диаметром 70 м, подвешенного к двум пилонам, которые соединены треугольным стилобатом, прорезанным по центру крупногабаритным аквариумом. Внутри стилобата должны размещаться музей истории цивилизации и научно-исследовательская лаборатория, а вся внешняя поверхность шара должна представлять собой монитор, на котором транслируется вид Земли из космоса.

### Гелиокластеры
Гелиотектура С. Непомнящего объединяет идеи компактного города, многофункционального проектирования, городов под куполом и «зелёных» крыш. В зданиях-гелиокластерах предусмотрено всё, что необходимо человеку для жизни: помещения с большей инсоляцией отданы под жильё, менее освещённые — под офисы. Внутри здания возводятся атриумы с зимними садами, на крыше — парки и открытые бассейны. Решение позволит повысить плотность застройки (до 200 тыс. м² недвижимости на гектар) и одновременно снизить теплопотери.

## Примеры реализации

### Россия
В России неоднократно объявлялось о планах строительства футурополисов, однако нет ни одного полностью реализованного проекта. Первой по времени попыткой создания футурополиса следует признать начатый в 1999 году проект ноополиса Луговой в Лунинском районе Пензенской области. При этом скудость информации о нём не позволяет объективно судить о содержании и степени успешности проекта. М. Калашников вскользь упоминает о новой модели самоуправления для футурополисов, опробованной в посёлке Хребет Миасского городского округа Челябинской области, которая позволила сократить в 2 раза расходы на ЖКХ.

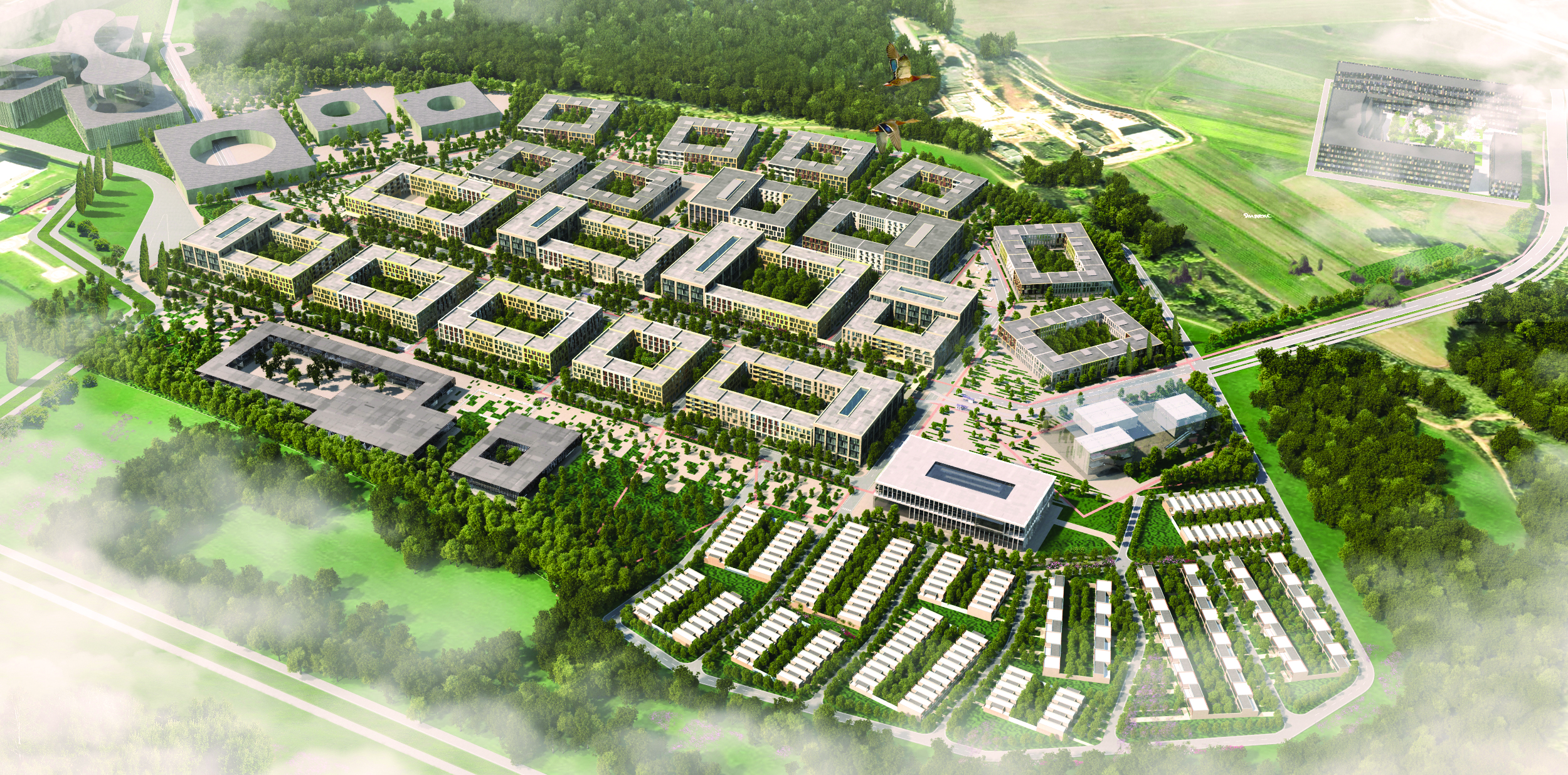
План будущих жилых кварталов Сколково.

Строительство биоэкополисов по модели Общества биотехнологов России предусматривалось программой развития биотехнологий до 2020 года «Чувашия — биорегион», однако после 2010 года информации о них не имеется. Вместе с тем термин «биоэкополис» появился в Комплексной программе развития биотехнологий в РФ на период до 2020 года (утверждена Правительством России 24 апреля 2012 года). У Ю. Крупнова имеется нереализованное предложение по строительству в Хасанском районе Приморского края биоэкополиса Хасан-2.
Имеются примеры ошибочного употребления термина. Так, футурополисом иногда называют подмосковный инновационный центр «Сколково». В то же время «Сколково» является моногородом-технополисом, то есть воплощает в себе предшествующую футурополису стадию, без социальной составляющей, а выбор в пользу концепции городской деревни изначально не планировался, был сделан уже впоследствии в конкуренции с другими идеями. В 2012 году было объявлено о планах строительства в центре Москвы, в районе улицы Пятницкой, технопарка под названием «Футурополис».

### Азия

#### Индия
Российскому проекту биоэкополисов соответствует индийский проект био-деревень (англ. bio-villages), развиваемый фондом М. С. Сваминатана. В каждой такой деревне предусмотрен центр знаний, благодаря которому крестьяне получают всю необходимую информацию от учёных. Например, жители Андаманских островов попросили рекомендовать подходящий сорт риса для местной солёной почвы. В ответ биологи убедили крестьян вместо риса разводить крабов, что должно было принести выручку в 15 раз больше на килограмм веса. Крестьянам Пенджаба вместо сжигания рисовой соломы посоветовали использовать её для выращивания грибов на продажу. Применение ядохимикатов в борьбе с вредными насекомыми заменяется выпуском на поля насекомых-хищников, которые поедают вредителей (см. также en:Rural development).

#### Китай
Крупнейшим китайским проектом экогорода является Донгтан на острове Чунминдао. К моменту окончания строительства в 2050 году площадь города должна составлять около трети площади Манхэттена, население должно достичь полумиллиона человек.

#### Кувейт
Хабари (англ. Khabary Future City) британца Кена Шаттлворта использует некоторые черты подземного города: по его центральной оси разобьют крытый парк длиной 2 км с фонтанами и площадями; вдоль него разместятся магазины и рестораны. Гараж на 15 000 машин и монорельсовая дорога выведены под землю.

#### ОАЭ
В 2008 году началось сооружение города Масдар, который задуман Норманом Фостером как полностью энергоавтономный за счёт использования возобновляемых источников энергии, с нулевым уровнем отходов и выброса углеводородов. Вариациями на тему отказа от использования ископаемого топлива являются и такие проекты Фостера, как Аль-Мадина Аль-Зарка («Синий город») в Омане и «Черноморские сады» (англ. Black Sea Gardens) в болгарском заповеднике Кара-Дере.

#### Южная Корея

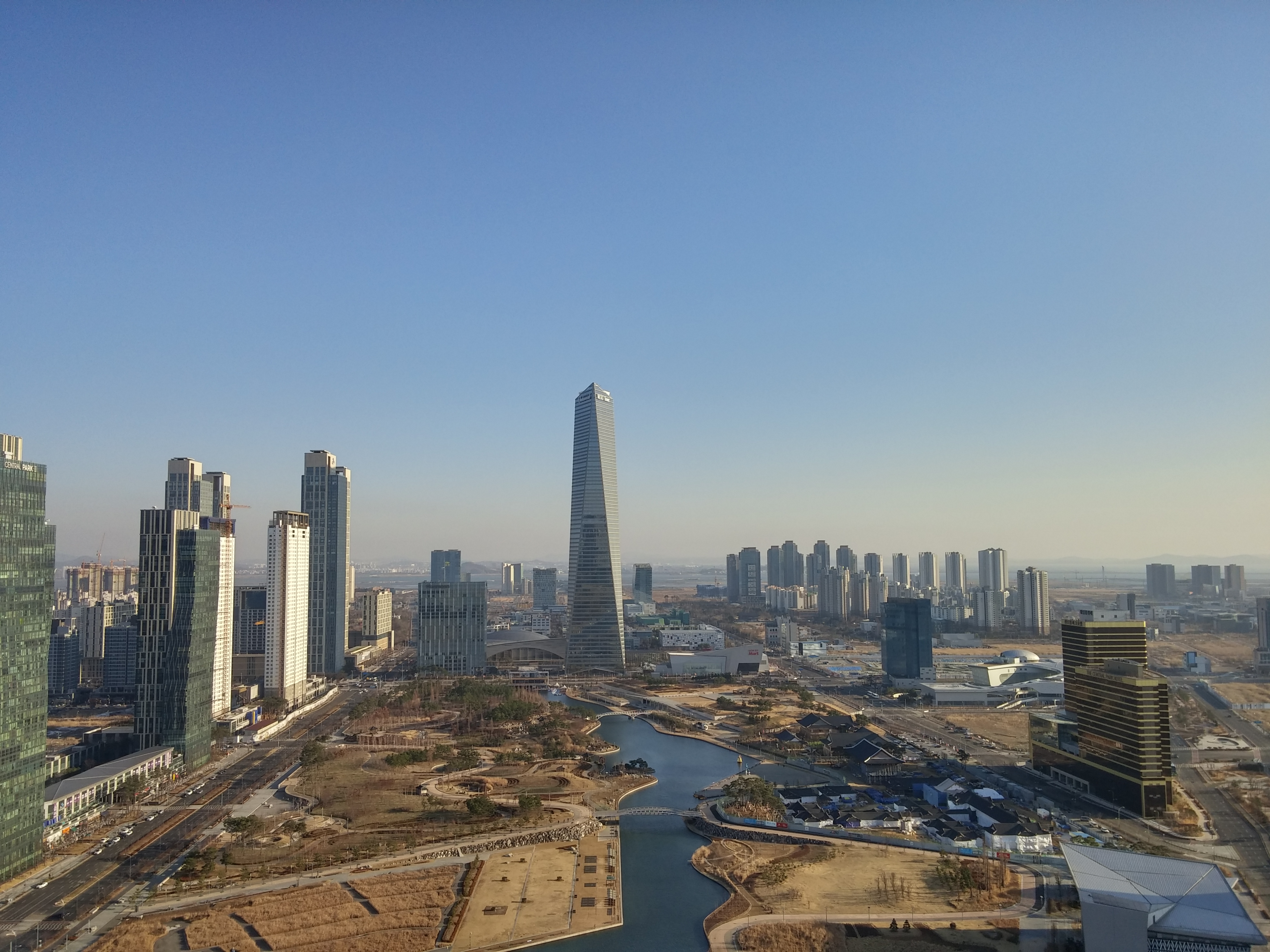
Сонгдо (Ю. Корея), вид с небоскрёба.

Международный деловой район Сонгдо в административном районе Инчхон (Сеульский национальный столичный регион) является одной из первых в мире попыток масштабной реализации «с нуля» идеи «умных городов». Если до него были известны проекты возведения небольших малоэтажных коттеджных посёлков на 20-30 тыс. жителей максимум, то план Сонгдо предусматривает размещение 65 тыс. постоянных жильцов и 300—400 тыс. временно проживающих. Реализация проекта началась в 1996 году, ожидаемый срок окончания 2016 год. Предусмотрена продажа лицензий на возведение городов-копий Сонгдо; в частности, в 2013 году начато строительство первого клона в китайском Чанша.

### Америка

#### Бразилия

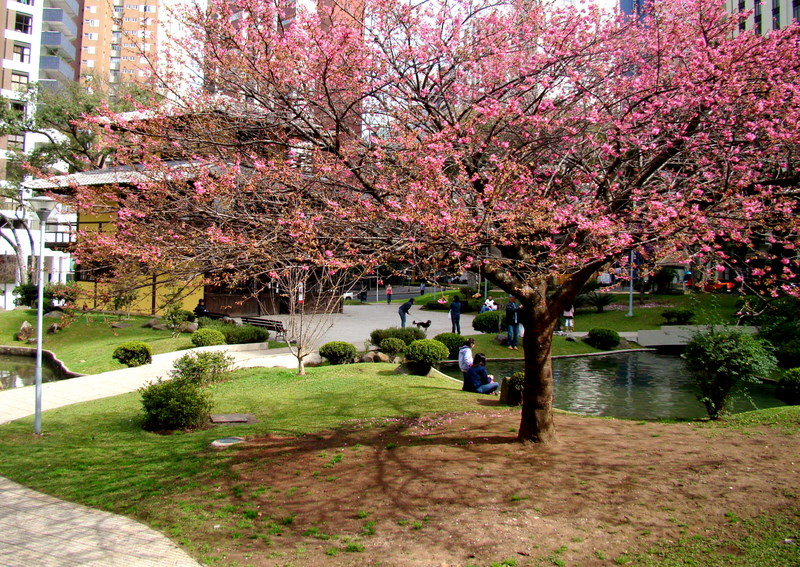
Площадь Японии в Куритибе (Бразилия)

Первым среди образцов биоэкополиса Р. Василов называет город Куритиба, считающийся одним из наиболее экологичных городов благодаря своей норме зелёных насаждений 52 м² на человека и эффективной системе городского транспорта, поглощающей 70-80 % перемещений. В 2007 году город занял 3-е место в рейтинге наиболее «зелёных» городов мира по версии американского журнала Grist.

#### США

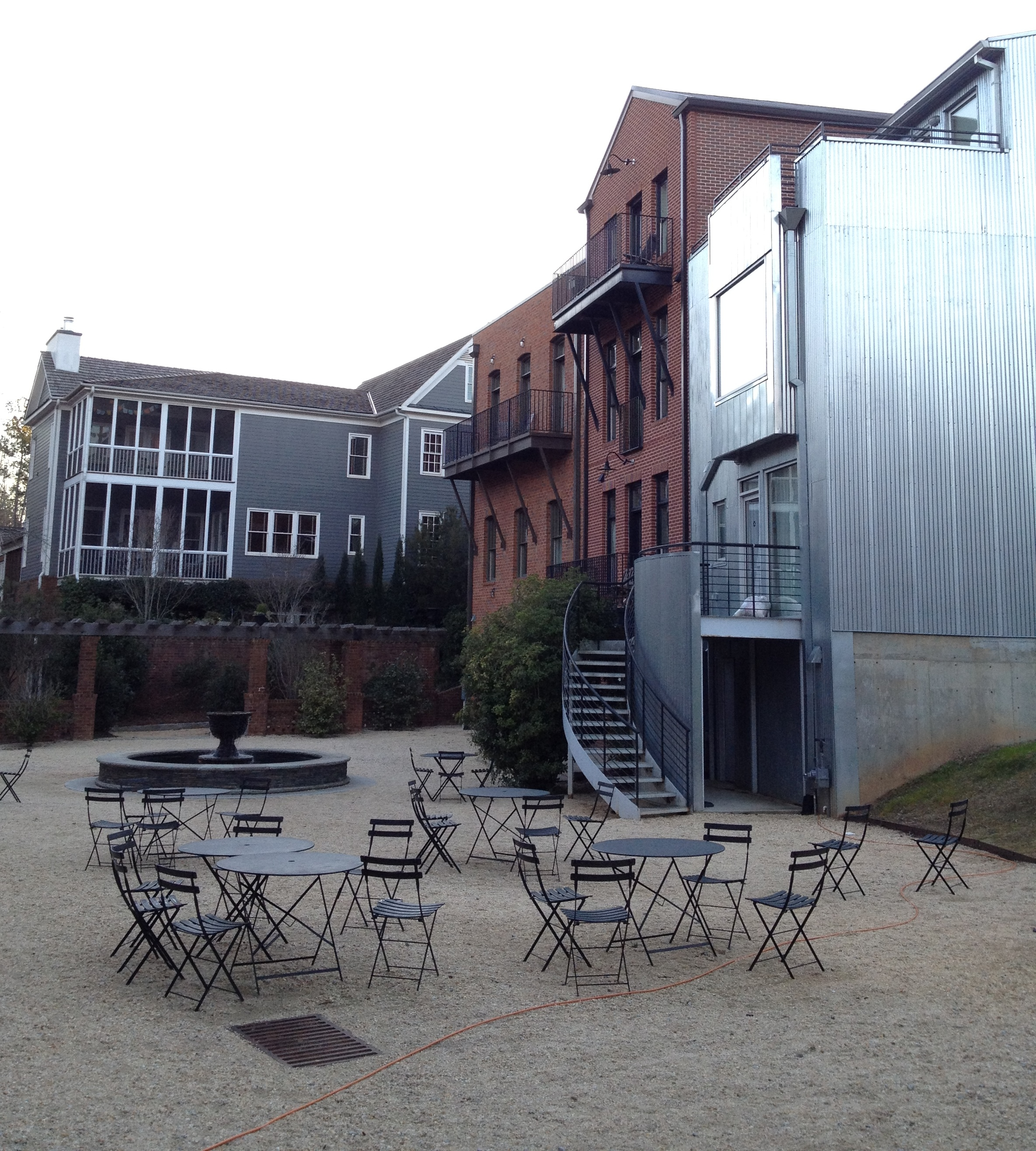
Дворик в Серенби (США)

В Соединённых Штатах распространено создание тематических коммун единомышленников. Например, набирает популярность движение agrihoods, сочетающее принципы нового урбанизма и сельскохозяйственного девелопмента. Крупнейшим его представителем является поселение Серенби (от англ. serenity — «безмятежность») в черте города Чаттахучи Хиллс округа Фултон (штат Джорджия).
В 2016 году планируется начать возведение специального города-призрака под названием CITE (Center for Innovation, Testing and Evaluation) для проведения в нём экспериментов в области новых технологий жизни. Город должен располагаться в штате Нью-Мексико, его площадь будет составлять 15 квадратных миль (или примерно 39 кв. км).

### Европа
Для Европы поиск новой модели урбанизации остаётся актуальным. В Лондоне компанией Siemens возведено здание Crystal, имеющее высокие оценки по экологическим рейтингам BREEAM и LEED. Проект отчасти похож на идею реновации ВДНХ: здание запланировано как центр поиска новых инфраструктурных решений и аккумуляции знаний о новых технологиях трансформации городов. Помимо исследовательских центров, на Старом континенте имеются и реализуемые «с нуля» экспериментальные поселения вроде Паундбери.

#### Дания

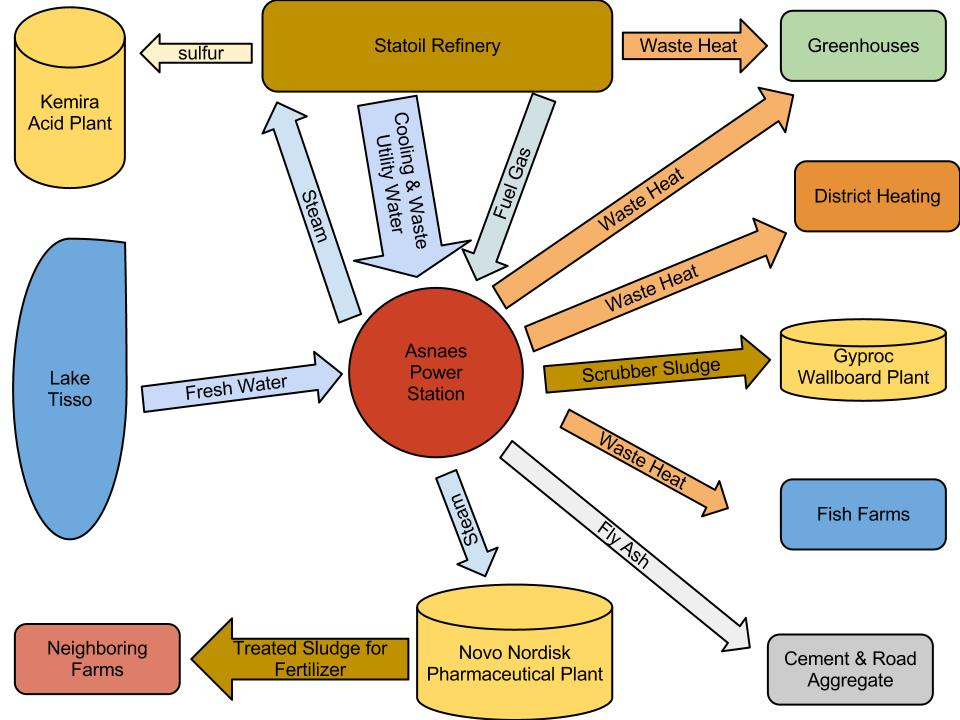
Схема обращения отходов в Калуннборге (Дания)

Примером футурополиса в этой стране М. Калашников называет Стенлёсе Юг (дат. Stenløse Syd), расположенный в коммуне Эгедаль, область Ховедстаден. Это крупнейшее в Европе поселение, которое специализируется на экспериментах с энергоэффективностью зданий. Возникло в 2004 году. Тогда же в Финляндии при Хельсинкском университете возникло аналогичное экспериментальное поселение площадью 23 га в районе Виикки.
Р. Василов видит один из образцов биоэкополиса в эко-индустриальном парке Калуннборг. В этом месте предпринята попытка добиться полной переработки отходов благодаря созданию замкнутого цикла их обращения между расположенными в одноимённом городке компаниями.

#### Латвия

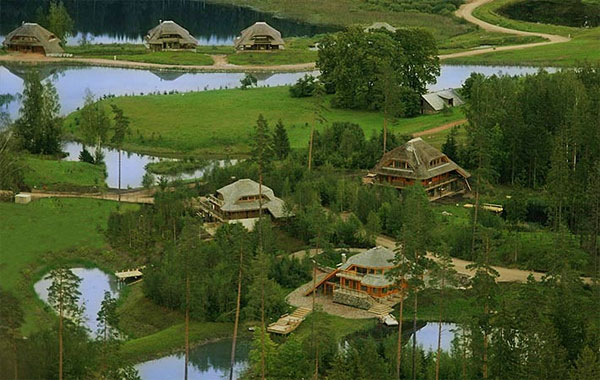
Экопоселение Аматциемс (Латвия).

Посёлок Аматциемс (латыш. Amatciems) в Драбешской волости (Аматский край) представляет собой пример рубанизации — эксперимента по соединению деревенского и городского стилей жизни. Состоит из 130 участков, продаваемых клиентам вместе с каркасами домов. Собственникам запрещено ставить заборы, а каркасы домов установлены так, чтобы окна не смотрели друг на друга. Один из участков в Аматциемсе приобрела российская актриса Чулпан Хаматова.

#### Нидерланды
При застройке микрорайонов «Фантазия» (нидерл. Fantasie, 1982 год) и «Реальность» (нидерл. Realiteit, 1985 год) городка Алмере был проведён эксперимент. Архитекторам предложили участки для застройки временными домами, которые через 5 лет дома предполагалось снести. Поэтому проектировщиков не ограничивали какими-то строительными нормами и предписаниями. Результат был столь успешен, что сносить дома не стали.

#### Франция
Построенный в коммуне Сен-Бриё технополис Зоополь (фр. Le Zoopôle de St-Brieuc-Ploufragan) можно рассматривать как французский вариант биоэкополиса.